# التجلي الأخير لغيلان الدمشقي (فلم)
التجلي الأخير لغيلان الدمشقي هو فيلم درامي سوري من تأليف وإخراج هيثم حقي، إنتاج عام 2008.

## القصة
تدور أحداث فيلم غيلان الدمشقي، الذي يلعب بطولته فارس الحلو، وكنده علوش وغيرهم، حول سامي، الشاب في مقتبل العمر رغم انه يبدو هرماً ظاهرياً، يعمل موظفا في مديرية الصحة رغم عدم انسجامه معها، يهوى تربية الطيور والاهتمام بالنباتات، وليست لديه ميول أخرى سوى ممارسة الأكل بشراهة. لم يتمكن سامي من الاستحواذ على قلب ابنة الجيران التي يطمع أهلها بعريس ثري لها، بينما هي متعلقة بشاب آخر يشاركها ميولها السياسية والثقافية، واكتفت بجعل سامي أخا كبيرا لها. يعيش غيلان الدمشقي المفكر الإسلامي في ذهن وعقل هذا الشاب الطامح لنيل درجة الماجستير، ورغم أنه فقد والدته، القريبة الوحيدة المتبقية له، إلا أنه لم يشعر بالحزن الكافي تجاهها، فهو يعيش بعيداً عن أرض الواقع، فقد احتل غرفة والدته اثر وفاتها مباشرة، واستمتع بالرقاد على سريرها المريح الذي طالما تمناه ولكنه اكتشف على الفور انه ليس مكانه المريح الذي طالما حلم به فمن هنا سيراقب ويكتشف أن جارته في السكن تعمل كمومس. سامي الخائف والمتردد وصاحب الشخصية الانطوائية، وجد في غيلان الدمشقي، حلما يستنجد فيه كلما ضاقت الحال به.
وغيلان الدمشقي هو منظر للفكر السياسي العربي في فترة التأسيس الإيديولوجي في الدولة العربية الإسلامية، هو أول المبادرين إلى «ثورية فكرية» في زمانه حيث كان يرفض احتكار السلطة من طرف فئة واحدة، مشترطا إجماع الناس واختيارهم الحر لتولي الحاكم، وكان يدعو لمفهوم العدل الإلهي، الذي لم يحظ بترحيب من الحكام الأمويين حيث كان يقول الوليد بن عبد الملك «لا ينبغي لخليفة أن يَناشَد أو يكذّب ولا أن يسميه أحد باسمه...».

## رقابة
منعت السلطات السورية فيلم «التجلي الأخير لغيلان الدمشقي» في الساعات الأخيرة، حيث لم تفصح الجهات الرسمية السورية عن سبب المنع في حين فوجئت الأوساط الثقافية والاجتماعية في سورية بالقرار.

## فريق العمل
تأليف وإخراج:
هيثم حقي
بطولة:
فارس الحلو، كندة علوش، باسم ياخور.

## روابط خارجية
- مقالات تستعمل روابط فنية بلا صلة مع ويكي بيانات

- الفيلم على موقع في السينما
- الفيلم على موقع الجزيرة الإلكتروني
- الفيلم على موقع يوتيوب